# Antoine Le Roux de Lincy
Antoine-Jean-Victor Le Roux de Lincy (22. august 1806 i Paris - 13. maj 1869 sammesteds) var en fransk litterærhistoriker.
Le Roux de Lincy var bibliotekar ved Arsenalet i Paris og har udgivet gammelfranske tekster (Roman de Brut 1838; Recueil de farces 1837, 4 bind og så videre) samt blandt andet følgende værker: Recueil de chants historiques français depuis le XII. jusqu’au XVIII. siècle (2 bind, 1841), Le livre des proverbes français (1842) og Les femmes célèbres de l’ancienne France (2 bind, 1847).